# Eugenio Derbez
Eugenio González Derbez (Milpa Alta, Ciudad de México, 2 de septiembre de 1961), conocido como Eugenio Derbez, es un actor y comediante mexicano. Es hijo de la actriz mexicana Silvia Derbez.
Después de haber participado en los programas semanales Cachún cachún ra ra! (1984) y ¡Anabel! (1988), realizó su primer programa de humor, comedia y sketches, llamado Al derecho y al Derbez (1993), que sería el punto de inicio de su carrera como comediante en la televisión mexicana; más adelante, también surgieron Derbez en cuando, XHDRbZ y La familia P. Luche. En este último destaca por su papel protagónico "Ludovico". Ha participado también en películas y series mexicanas y estadounidenses, así como en el doblaje ocasional de voces al español de varias películas anglosajonas.
En agosto de 2014, lanzó su canal oficial de YouTube.

## Primeros años y estudios
Eugenio González Derbez nació un 2 de septiembre de 1962. Fue el menor de los dos hijos concebidos por la actriz Silvia Derbez y por el publicista Eugenio González Salas. Su hermana Sylvia Eugenia Marcela nació en 1959. Por vía materna, desciende de inmigrantes franceses oriundos de Barcelonnette.
Desde que era muy pequeño, su gusto por la actuación se desarrolló, y en 1973 se inició como extra en telenovelas. Pese a la renuencia de su padre, antes de cumplir quince años, su madre lo había inscrito a clases de piano, acordeón, órgano, guitarra, batería, canto y ballet. Siguió actuando, a la par de sus estudios académicos en colonia 1ro de julio. Realizó además estudios como realizador cinematográfico y de dirección de cine en los talleres del Instituto Mexicano de Cinematografía. También apareció en el programa En Familia con Chabelo, como edecán.[cita requerida]

## Carrera

### Televisión y cine
En la década de 1980 y a inicios de 1990, Derbez tuvo pequeñas participaciones en varias novelas de Televisa como Caminemos (1980), La pasión de Isabela (1984), Tal como somos (1987), Dos vidas (1988) y De frente al sol (1992). Participó en algunos programas de En Familia Con Chabelo, en episodios de Mujer, casos de la vida real de Silvia Pinal y ¿Qué nos pasa? con el recordado primer actor y también comediante Héctor Suárez.
De 1984 a 1987, le dio vida al personaje de “Eugenio” en el famoso programa cómico Cachún cachún ra ra!. En 1990, participó en las películas Trasplante a la Mexicana y Fotógrafo de Modelos, donde compartió créditos con el comediante César Bono. Aunque en un inicio pretendió ser actor dramático, fue en el programa ¡Anabel! donde descubrió su comicidad natural y su capacidad para hacer reír a las personas.

Derbez interpreta a Ludovico en La familia P. Luche.

En 1993, Televisa lanzó el programa de sketches Al derecho y al derbez, en el que él era el protagonista y director. En 1997, protagonizó la telenovela No tengo madre, cuyos niveles de audiencia no fueron los esperados y las críticas diversas.
En 1998, regresó con un nuevo programa de sketches llamado Derbez en cuando, cuyo índice de audiencia lo posicionó como el primer lugar de la programación de comedia de Televisa. Fue en estos años cuándo creó por primera vez a La familia P. Luche, que inició siendo un sketch ocasional y que después se convertiría en una serie cómica. El éxito de sus personajes fue tal, que a fines de la década de 1990 incursionó en la literatura de comedia al publicar “La Autobiografía no autorizada de Armando Hoyos” (1997) y “Armando Hoyos: Diccionario de la Real Epidemia de la Lengua” (1999), ambos libros basados en la historia y esencia del personaje que Derbez creó en sus sketches y que estuvieron en la lista de superventas por sus altas ventas. En 1999, se retransmitió su programa de comedia a la que le agregó nuevos sketches y que tituló Va de nuez en cuando.
Fue corresponsal especial de Televisa Deportes como comediante en los Juegos Olímpicos de Sídney en 2000 y en los mundiales de fútbol de 1994 a 2010, donde realizó cápsulas y sketches cómicos dándole vida a los populares personajes que interpretó en sus programas de comedia. En 2002, en Televisa, Eugenio lanzó su nuevo programa de humor, XHDRBZ, como parte de la barra de entretenimiento nocturno y un año después, tuvo una participación pequeña en la película Zurdo. En 2004, lanzó el programa cómico Hospital El Paisa y en 2005 la serie cómica Vecinos, proyectos de su creación en los que fungió como guionista y productor.
En 2007, se estrenó la película Padre Nuestro de Christopher Zalla, donde le dio vida a “Aníbal”. Ese mismo año, llegó a las carteleras la película La misma Luna, donde hizo una destacada actuación junto a Kate del Castillo, esta película obtuvo un millón de críticas positivas. En 2008, tiene una participación en la película Un Chihuahua de Beverly Hills de Walt Disney Pictures. Un año después inició el rodaje de lo que sería su primera película como director de cine, No se aceptan devoluciones, donde además escribió y protagonizó.
En 2010, lanzó para Televisa la serie Ellas son... la alegría del hogar, en dónde produjo, dirigió y protagonizó, esta serie también obtuvo críticas positivas por parte de la audiencia. Ese mismo año, regresó al cine con las películas No eres tú, soy yo y Te presento a Laura, en este último donde Eugenio formó parte del elenco junto con su hija Aislinn. También regresó al cine anglosajón participando en la película Jack & Jill (2011), en donde compartió roles con los actores Adam Sandler y Al Pacino, esta película recibió críticas diversas de parte del público. Años después, Eugenio formó parte de la serie ¡Rob!, producida por Rob Schneider y que fue cancelada por la cadena televisiva CBS dos meses después de su estreno, a esto se les suman otras producciones como Anger Management y Educando a mamá, en esta última compartió escenas con Eva Mendes y Patricia Arquette. En 2013 fue invitado a sumarse al elenco de la película Aztec Warrior de Scott Sanders, misma que finalmente fue estrenada en 2016. A finales de ese mismo año, la película No se aceptan devoluciones fue estrenada con gran éxito a nivel internacional.
En 2017, Eugenio protagonizó su primera película estadounidense Cómo ser un Latin Lover, en donde compartió pantalla con su compatriota, la actriz Salma Hayek; a esto se suman otras películas como ¡Hombre al agua!, Geo-Tormenta, Dora y la Ciudad Perdida y la dos veces ganadora del Premio Óscar Coda. También realizó la serie para Apple TV, Acapulco, esta producción tuvo dos temporadas.
Derbez ha participado como star talent en el doblaje de voces al español en varias películas como Dr. Dolittle, Mulan y Shrek, así como en todas sus secuelas.
En 2023, la película Radical ganó el premio "Festival favorite award winner" en Sundance.

### Teatro
En 2002, fue invitado por Mark Schulman, agente de la 3 Arts Entertainment en Los Ángeles, para realizar algunos proyectos de comedia en inglés en los Estados Unidos. Como Derbez no dominaba el idioma, tomó clases intensivas durante varios meses. Vivió un tiempo en Nueva York y ahí tomó clases de actuación, canto, dicción y baile.
Durante su estancia en Los Ángeles, acudió a ver la obra Latinologues de Rick Nájera y producida por Cheech Marin, a la que fue invitado a participar diciendo monólogos en agosto de 2003 en el Coronet Theatre. La obra fue un éxito y se presentó en el Helen Hayes Theatre de Broadway en agosto de 2005, tiempo en el que Derbez ya contribuía como escritor de algunos de los diálogos de la puesta. Su participación concluyó definitivamente en 2006. Ese mismo año estrenó Un gallego en París, una adaptación de la obra Ninette y un señor de Murcia que el montó en 1993. Compartió créditos con Jacqueline Bracamontes, José Elías Moreno y Cecilia Romo, siendo además director de ésta puesta en escena. Dos años después protagonizó junto a su esposa, la cantante y actriz Alessandra Rosaldo, la comedia musical Una Eva y dos patanes, producida por OCESA. En septiembre de 2006, bajo la producción de Emyliano Santa Cruz, dirigió la obra teatral La bella y la muy bestia, que se presentó en el Teatro Repertorio Español (de Nueva York), que él mismo canceló en su primera presentación por diferencias con la compañía teatral.
En 2007, junto con la actriz Sylvia Eugenia funda la compañía teatral Entrepiernas Producciones, encargada de impulsar las obras escénicas y culturales alternativas.

## Vida personal
Eugenio Derbez se unió sentimentalmente a Gabriela Michel, actriz de doblaje, con quien procreó a su hija Aislinn en 1986. A principios de la década de 1990 conoció a Silvana Torres Prince, con quién en 1991 tuvo a su hijo Vadhir. En 1992 nació su hijo José Eduardo, fruto de su relación con la actriz Victoria Ruffo, de quién se separó en 1997.
Posteriormente, fue novio de la diseñadora de modas Sarah Bustani y de la actriz Dalilah Polanco. En 2006, inició su noviazgo con su hoy esposa, la actriz y cantante Alessandra Rosaldo que culminó en boda el 7 de julio de 2012 en la Parroquia Regina Coeli de la Ciudad de México. Para emprender sus nuevos proyectos, Eugenio fijó su residencia en Los Ángeles, en los Estados Unidos desde febrero de 2014, aunque también viaja con frecuencia a su casa de la Ciudad de México. A principios de 2014, ambos anunciaron que estaban esperando a su primera hija, Aitana Isabella Derbez, que nació el 4 de agosto del mismo año en un hospital de Santa Mónica, California.
En agosto de 2022, Alessandra, su esposa, anunció que Eugenio sería sometido a una cirugía sin especificar las causas; debido a la especulación de la prensa, finalmente fue él mismo quien declaró que sufrió una caída en su casa que le provocó 15 fracturas en el hombro. En octubre de ese mismo año, nuevamente ella declaró públicamente que Eugenio ya puede mover el brazo, pero su recuperación será lenta. En noviembre, durante una plática en vivo con el portero Guillermo Ochoa, Eugenio comentó que los médicos le especificaron que jamás volvería a levantar el brazo más arriba de la altura del hombro.
Ha forjado su fortuna a través de diversas fuentes de ingresos, además de su exitosa carrera en la actuación, Derbez ha incursionado en la producción, dirección y escritura de películas, programas de televisión y teatro. También ha participado en campañas publicitarias y ha establecido acuerdos de patrocinio con marcas reconocidas. Su presencia en plataformas de streaming y televisión, como la serie de viaje "De viaje con los Derbez", que se transmite en Amazon Prime Video, ha contribuido significativamente a su éxito financiero. Además, ha generado ingresos a través de derechos de autor y regalías. Según datos compartidos por celebritynetworth.com, la fortuna de Eugenio Derbez se estima en 30 millones de dólares, reflejando su crecimiento financiero a lo largo de los años. Su versatilidad y habilidades multifacéticas lo han convertido en una figura influyente y próspera en la industria del entretenimiento.

## Filmografía

### Televisión
| Televisión                        | Televisión | Televisión                                         | Televisión |
| Título                            | Año        | Personaje                                          | Notas |
| --------------------------------- | ---------- | -------------------------------------------------- | --- |
| Y llegaron de noche               | 2024       | Carlos Villarias                                   | Protagonista |
| Acapulco                          | 2021-2025  | Máximo Gallardo Ramos                              | Protagonista |
| De viaje con los Derbez           | 2023       | Él mismo                                           | Serie/docu-reality protagonizado por él mismo y su familia. |
| De viaje con los Derbez           | 2021       | Él mismo                                           | Serie/docu-reality protagonizado por él mismo y su familia. |
| De viaje con los Derbez           | 2019       | Él mismo                                           | Serie/docu-reality protagonizado por él mismo y su familia. |
| LOL: Last One Laughing (MX)       | 2022       | Él mismo                                           | Serie/docu-reality protagonizado y presentado por él, competición de comedia. |
| LOL: Last One Laughing (MX)       | 2021       | Él mismo                                           | Serie/docu-reality protagonizado y presentado por él, competición de comedia. |
| LOL: Last One Laughing (MX)       | 2019       | Él mismo                                           | Serie/docu-reality protagonizado y presentado por él, competición de comedia. |
| LOL: Last One Laughing (MX)       | 2018       | Él mismo                                           | Serie/docu-reality protagonizado y presentado por él, competición de comedia. |
| Geotormenta                       | 2017       | Hernández                                          | |
| Miss XV                           | 2012       | Sr. Fuentes                                        | Voz |
| La jugada olímpica                | 2012       | Varios                                             | Juegos Olímpicos de Londres 2012 Sección: "Humor Británaco" |
| ¡Rob!                             | 2012       | Héctor                                             | Serie de TV estadounidense protagonizada por Rob Schneider (cancelada) |
| La jugada del mundial             | 2010       | Varios                                             | Copa Mundial de Fútbol de 2010 Sección: "Las manadas de Derbez y Chaparro" |
| La familia P. Luche               | 2002-2012  | Ludovico P. Luche                                  | Protagonista |
| Hermanos y detectives             | 2009       | Darío                                              | Episodios: "El final" "El profesional" |
| Plaza Sésamo                      | 2009       | Mesero                                             | Programa infantil |
| Ellas son... la alegría del hogar | 2009       | Edmundo Martínez                                   | Protagonista |
| La jugada olímpica                | 2008       | Varios                                             | Juegos Olímpicos de Pekín 2008 Sección: "Panda jadas Olímpicas" |
| Vecinos                           | 2005-2006  | Él mismo / El Guía Melitón / Dr. Sierra            | Creador, guionista y productor ejecutivo. Apariciones: - Episodio: "Los López en Canadá" - Episodio: "Viaje a Canadá: Parte 2" - Episodio: "Viaje a Canadá: Parte 1" - Episodio: "Se acabó el agua" |
| La jugada del mundial             | 2006       | Varios                                             | Copa Mundial de Fútbol de 2006 Sección: "La jalada del mundial" |
| La fea más bella                  | 2006       | Armando Hoyos                                      | 2 episodios |
| XHDRBZ                            | 2002-2004  | Varios                                             | |
| Cómplices al rescate              | 2002       | Mantequilla                                        | Voz |
| Cuento de Navidad                 | 2000       | Enfermero                                          | |
| Carita de ángel                   | 2000       | Mil Caras                                          | |
| Va de nuez en cuando              | 1999-2000  | Varios                                             | Repetición de Derbez en cuando con sketches viejos y nuevos, se estrenó una semana después de haber finalizado Derbez en cuando                                                                     |
| Serafín                           | 1999       | El Lonje Moco                                      | |
| Cero en conducta                  | 1999-2003  | Aarón Abasolo                                      | |
| Derbez en cuando                  | 1998-1999  | Varios                                             | Premio TVyNovelas 1999 al Mejor Actor Cómico Premio TVyNovelas 2001 al Mejor Actor Cómico |
| No tengo madre                    | 1997       | Eligio Augusto Maldonado Julio Remigio Vasconcelos | Telenovela |
| Mujer, casos de la vida real      | 1997       |                                                    | Episodio: "¿Dónde está mi hija?" |
| Al derecho y al derbez            | 1993-1995  | Varios                                             | Premio TVyNovelas al Mejor Actor Cómico |
| Papá soltero                      | 1992 1987  | F Abasolo Amigo de Pocholo                         | Episodio: "Entre dos amores" Episodio: "El cumpleaños de Pocholo" |
| ¡Anabel!                          | 1988       | Varios                                             | Premio TVyNovelas al Mejor Actor Cómico |
| Tal como somos                    | 1987       | Roberto                                            | Telenovela |
| Cachún cachún ra ra!              | 1984       | Eugenio                                            | |
| Ana del aire                      | 1973       |                                                    | Telenovela |
| Visitando a las estrellas         | 1972       | Eugenio Derbez                                     | Se encontró la información en un sketch especial de XHDRBZ. |

### Cine
| Año  | Título                                                   | Papel                     | Notas                                          | Ref.          |
| ---- | -------------------------------------------------------- | ------------------------- | ---------------------------------------------- | ------------- |
| 1983 | Por un vestido de novia                                  |                           |                                                | [ 18 ]        |
| 1990 | Transplante a la mexicana                                | Eugenio                   | También conocida como El gato violador         |               |
| 1990 | Fotógrafo de modelos                                     | Pablo                     |                                                | [ 19 ]        |
| 1990 | Más vale amada que quemada                               |                           |                                                |               |
| 1991 | Hembra o macho                                           |                           |                                                |               |
| 1993 | Soy hombre... y que?                                     |                           |                                                | [ 19 ] [ 20 ] |
| 2003 | Zurdo                                                    | Forastero                 |                                                | [ 21 ]        |
| 2005 | Imaginum                                                 | Yxxxxx                    | Voz                                            | [ 22 ] [ 23 ] |
| 2006 | National Lampoon's TV: The Movie                         | Derbez, Eugenio           |                                                |               |
| 2006 | Padre nuestro                                            | Aníbal                    | También conocida como Sangre de mi sangre      |               |
| 2006 | National Lampoon's Pledge This!                          | José                      |                                                | [ 19 ]        |
| 2007 | La misma luna                                            | Enrique                   |                                                |               |
| 2008 | Plaza Sésamo: Los monstruos feos más bellos              | Eugenio                   | Video                                          |               |
| 2008 | Beverly Hills Chihuahua                                  | Vendedor de la tienda     |                                                |               |
| 2010 | No eres tú, soy yo                                       | Javier Herrera            |                                                |               |
| 2010 | Te presento a Laura                                      | Charlie                   |                                                |               |
| 2011 | Jack and Jill                                            | Felipe / Abuela de Felipe |                                                |               |
| 2012 | Girl in Progress                                         | Mission Impossible        |                                                |               |
| 2013 | No se aceptan devoluciones                               | Valentín Bravo            | También productor, escritor, director y editor |               |
| 2014 | The Book of Life                                         | Chato                     | Voz                                            |               |
| 2015 | El tamaño si importa                                     | El Greñas                 |                                                |               |
| 2015 | A la mala                                                | Él mismo                  | Cameo                                          |               |
| 2015 | Aztec Warrior                                            | Gallo                     |                                                |               |
| 2016 | Miracles from Heaven                                     | Dr. Nurko                 |                                                |               |
| 2017 | Sandy Wexler                                             | Ramiro Alejandro          |                                                |               |
| 2017 | How to Be a Latin Lover                                  | Máximo                    | También productor                              |               |
| 2017 | Geostorm                                                 | Al Hernandez              |                                                |               |
| 2018 | Overboard                                                | Leonardo Montenegro       | También productor                              | [ 24 ]        |
| 2018 | El complot mongol                                        | Rosendo del Valle         |                                                | [ 25 ]        |
| 2018 | The Nutcracker and the Four Realms                       | Hawthorne                 |                                                | [ 26 ]        |
| 2019 | Dora and the Lost City of Gold                           | Alejandro Gutiérrez       | También productor ejecutivo y autodoblaje      | [ 27 ]        |
| 2019 | Take Your Hatchlings to Work Day                         | Glenn                     | Voz                                            | [ 28 ]        |
| 2019 | The Angry Birds Movie 2                                  | Glenn                     | Voz y autodoblaje                              | [ 29 ]        |
| 2019 | Dedicada a mi ex                                         | Vendedor                  |                                                | [ 30 ]        |
| 2020 | The Broken Candle                                        | Shomer                    | Voz, cortometraje                              | [ 31 ]        |
| 2021 | CODA                                                     | Bernardo Villalobos       |                                                | [ 32 ]        |
| 2022 | The Valet                                                | Antonio Flores            | También productor                              | [ 33 ]        |
| 2022 | Aristotle and Dante Discover the Secrets of the Universe | Jaime Mendoza             | También productor                              | [ 34 ]        |
| 2023 | Radical                                                  | Sergio                    | También productor                              | [ 35 ]        |

### Filmografía como actor de doblaje
| Película y Series de televisión | Película y Series de televisión   | Película y Series de televisión | Película y Series de televisión                            |
| Año                             | Título                            | Personaje                       | Notas                                                      |
| ------------------------------- | --------------------------------- | ------------------------------- | ---------------------------------------------------------- |
| 2026                            | Shrek 5                           | Burro (Probablemente)           |                                                            |
| 2019                            | Angry Birds 2: la película        | Glenn                           |                                                            |
| 2019                            | La vida secreta de tus mascotas 2 | Snowball                        |                                                            |
| 2018                            | El Grinch                         | El Grinch                       |                                                            |
| 2018                            | Overboard                         | Leonardo                        | Autodoblaje                                                |
| 2017                            | Geostorm                          | Hernández                       | Autodoblaje                                                |
| 2017                            | How to Be a Latin Lover           | Máximo                          | Autodoblaje                                                |
| 2016                            | Miracles from Heaven              | Dr. Nurko                       | Autodoblaje                                                |
| 2016                            | La vida secreta de tus mascotas   | Snowball                        |                                                            |
| 2012                            | Girl in Progress                  | Mission Impossible              |                                                            |
| 2012                            | ¡Rob!                             | Héctor                          | Autodoblaje                                                |
| 2011                            | Jack & Jill                       | Felipe/Juangelina               | Autodoblaje                                                |
| 2010                            | Shrek para siempre                | Burro                           |                                                            |
| 2008                            | ¡Sí, señor!                       | Carl Allen                      |                                                            |
| 2008                            | Hellboy II: el ejército dorado    | Johann Krauss                   |                                                            |
| 2008                            | Un chihuahua de Beverly Hills     | Vendedor de tienda              | Autodoblaje                                                |
| 2007                            | Shrek tercero                     | Burro                           |                                                            |
| 2004                            | Shrek 2                           | Burro                           | Premio MTV Movie Award México a la Mejor Caricatura de Voz |
| 2004                            | Mulan 2                           | Mushu                           |                                                            |
| 2001                            | Shrek                             | Burro                           |                                                            |
| 2001                            | Dr. Dolittle 2                    | Lucky                           |                                                            |
| 2000                            | 102 dálmatas                      | Garcilaso                       |                                                            |
| 1998                            | Dr. Dolittle                      | Lucky Cannon                    |                                                            |
| 1998                            | Mulan                             | Mushu                           |                                                            |

### Teatro
| Obra      | Obra                         | Obra                            |
| Año       | Título                       | Notas                           |
| --------- | ---------------------------- | ------------------------------- |
| 2008      | Una Eva y dos patanes        | Musical de Broadway             |
| 2006      | Un gallego en París          | Comedia                         |
| 2004-2006 | Latinologues                 | Monólogos en inglés             |
| 2005      | Opción múltiple              | Drama                           |
| 1995-1996 | Sálvese quien pueda          | Premio al Mejor Actor de Teatro |
| 1993-1994 | Ninette y un señor de Murcia | Premio al Mejor Actor de Teatro |
| 1991      | De noche salta el gato       | Comedia                         |
| 1991      | Golfo de estrellas           | Comedia                         |
| 1990      | Entiende usted a Brahms      | Comedia                         |
| 1989      | Anjou                        | Comedia musical                 |
| 1987      | Yo y mi chica                | Comedia musical                 |

### Shows
| Show      | Show                   | Show                                                               | Show |
| Año       | Título                 | Notas                                                              |      |
| --------- | ---------------------- | ------------------------------------------------------------------ | ---- |
| 1995-1996 | Ronco                  | Espectáculo musical de parodia del grupo Bronco                    |      |
| 1989-1993 | Show de Eugenio Derbez | Escrito, actuado y dirigido por él                                 |      |
| 2013      | Werevertumorro         | invitado especial en el video "Mejores amigos"                     |      |
| 2013      | El Escorpión Dorado    | participante del videoblog "Eugenio Derbez VS El Escorpión Dorado" |      |

### Guionista, productor y director
| Programa                          | Actor | Guionista | Productor | Director |
| --------------------------------- | ----- | --------- | --------- | -------- |
| No se aceptan devoluciones        | N     | N         | N         | No       |
| Al derecho y al derbez            | N     |           |           | No       |
| No tengo madre                    | N     |           |           | No       |
| Derbez en cuando                  | N     |           | N         | No       |
| Va De Nuez En cuando              | N     |           | N         | No       |
| XHDRBZ                            | N     | N         | N         | No       |
| La familia P. Luche               | N     | N         | N         | No       |
| Hospital El Paisa                 |       |           | N         | No       |
| Vecinos                           |       | N         | N         | No       |
| Ellas son... la alegría del hogar | N     | N         | N         |          |
| La bella y la muy bestia          | N     |           |           |          |
| Un gallego en París               | N     | N         |           |          |
| Una Eva y dos patanes             | N     | N         |           |          |

Nota: La categoría "actor" se refiere en trabajos donde su participación es protagónica.

### Discografía
- 1995: Las Cartitas de Julio Esteban[37]
- 1996: Ronco[37]
- 2004: Za Za Za Caballo Que Más Le Trote.[37]
- 2006: A Todo Dance[37]

Participaciones
- 2005: "Vampire Mother" - Latinologues: A Comedy About Life In America[38]

## Premios y nominaciones

### Premios de TV y Novelas
| Año  | Categoría                         | Trabajo                | Resultado |
| ---- | --------------------------------- | ---------------------- | --------- |
| 2013 | Mejor programa de entretenimiento | La familia P. Luche    | Nominado  |
| 2008 | Mejor programa de comedia         | La familia P. Luche    | Ganador   |
| 2008 | Mejor programa de comedia         | Vecinos                | Nominado  |
| 2007 | Mejor programa de comedia         | Vecinos                | Ganador   |
| 2006 | Mejor programa de comedia         | Vecinos                | Nominado  |
| 2004 | Mejor programa de comedia         | La familia P. Luche    | Ganador   |
| 2001 | Mejor actor de comedia            | Derbez en cuando       | Ganador   |
| 2000 | Mejor programa de comedia         | Derbez en cuando       | Ganador   |
| 1999 | Mejor actor de comedia            | Derbez en cuando       | Ganador   |
| 1996 | Mejor actor de comedia            | Al derecho y al derbez | Ganador   |
| 1995 | Mejor actor de comedia            | Al derecho y al derbez | Ganador   |
| 1994 | Mejor actor de comedia            | Al derecho y al derbez | Ganador   |
| 1992 | Mejor actor de comedia            | ¡Anabel!               | Ganador   |
| 1991 | Mejor actor de comedia            | ¡Anabel!               | Nominado  |

### Otros premios
| Año  | Premio                                                 | Categoría                      | Trabajo                                   | Resultado |
| ---- | ------------------------------------------------------ | ------------------------------ | ----------------------------------------- | --------- |
| 2024 | Premios Aura                                           | Premio Leyenda                 | Personalidad de la industria audiovisual. | Ganador   |
| 2016 | Su propia Estrella en el Paseo de la Fama de Hollywood | Cine                           | Toda su carrera artística en el Cine y TV | Ganador   |
| 2014 | Premios Platino                                        | Mejor interpretación masculina | No se aceptan devoluciones                | Ganador   |
| 2013 | Premios TV y Novelas                                   | Premios TVyNovelas 2013        | Personalidad del año                      | Ganador   |
| 2009 | Premios Juventud                                       | ¡Qué actorazo!                 | La misma luna                             | Ganador   |
| 2008 | Premios ALMA                                           | Mejor actor coestelar          | La misma luna                             | Ganador   |
| 2008 | Diosa de Plata PECIME                                  | Mejor coactuación masculina    | La misma luna                             | Ganador   |
| 2008 | Premios Imagen                                         | Mejor actor de reparto         | La misma luna                             | Ganador   |
| 2008 | Premios Bravo                                          | Mejor actor de comedia         | Un gallego en París                       | Ganador   |
| 2008 | Agrupación de Periodistas Teatrales (APT)              | Mejor actor en comedia teatral | Una Eva y dos patanes                     | Ganador   |
| 2008 | Asociación de Críticos y Periodistas de Teatro (ACPT)  | Mejor actor en comedia teatral | Una Eva y dos patanes                     | Ganador   |
| 2005 | MTV Movie Awards México                                | Mejor caricatura de voz        | Shrek 2 (Burro)                           | Ganador   |
| 1996 |                                                        | Mejor actor de teatro          | Sálvese quien pueda                       | Ganador   |
| 1994 |                                                        | Mejor actor de teatro          | Ninnete y un señor de Murcia              | Ganador   |